# Первомайский район (Бишкек)
Первомайский район расположен в северо-западной части города Бишкек, границы проходят по самому центру Бишкека, и является центральным по своему географическому положению, занимает территорию к востоку от пр. Мира/Манаса, границы проходят по ул. И.Ахунбаева до ул. Байтик-Баатыра (Советской), затем на север по ул. Байтик-Баатыра до пр. Жибек-Жолу, и поворачивает на запад до ул. Кустанайской. Тем не менее, простирается ниже пр. Жибек-Жолу вплоть до рынка «Кудайберген».
В районе 2 микрорайона «ЮГ-2», «Достук» и 15 жилых массивов «Щербакова», «Салам-Алик», «Алтын-Бешик», «Көлмө», «Жеңиш», «Бугу-Эне-Багыш», «Касым», «Керемет», «Маданият», «Аска-Таш», «Тынчтык», «Балбан-Таймаш», из них 3 жилмассива находятся ниже объездной дороги («Калыс-Ордо», «Мурас-Ордо») («Бугу-Эне-Багыш») («Озерное»)  .
В Первомайском районе действуют 5 Муниципальных территориальных управлений мэрии г. Бишкек: МТУ № 12,13,14,15,16.